# بمب‌گذاری سرای استرلینگ
بمب‌گذاری سرای استرلینگ در پردیس دانشگاه ویسکانسین-مدیسن در ۲۴ اوت ۱۹۷۰ (دوشنبه، دوم شهریور ۱۳۴۹) روی داد. این رخداد توسط چهار نفر جوان در اعتراض به ارتباطات پژوهشی دانشگاه با نیروهای نظامی آمریکا در جریان جنگ ویتنام صورت گرفت. فرجام این رویداد مرگ یک پژوهشگر فیزیک و آسیب دیدگی سه نفر دیگر شد.

## چکیده

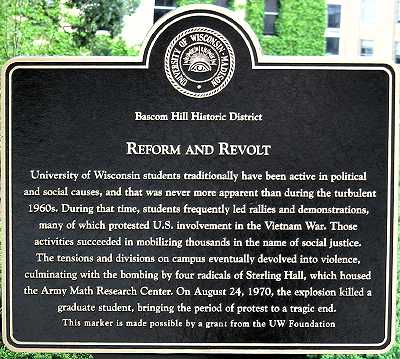
نشانگر تاریخی سرای استرلینگ

اسرای استرلینگ ساختمانی است بنا نهاده شده در مرکز پردیس دانشگاه ویسکانسین-مدیسون. بمب بر روی ساعت ۳:۴۲ دقیقهٔ صبح روز بیست و چهارم آگوست سال ۱۹۷۰ (۲ شهریور ۱۳۴۹) تنظیم شده بود با این انگیزه که مرکز پژوهشهای ریاضی ارتش را که در طبقه‌های دوم، سوم و چهارم این ساختمان بودند نابود کند. فرجام این انفجار ویرانی سهمگینی بر بخشهای دیگر این ساختمان و همچنین ساختمان‌های نزدیک به آن بود. این انفجار باعث مرگ رابرت فَسنَکت، و آسیب دیدگی سه نفر دیگر و همچنین آسیب دیدگی شدید دانشکده فیزیک و تجهیزات آن شد.. نه فسنکت و نه دانشکدهٔ فیزیک درگیر با در ارتباط با مرکز پژوهشهای ریاضی ارتش نبودند. بمب گذران یک خودرویِ ونِ فورد اکونولاین را از یکی از استادهای دانشکدهٔ علوم کامپیوتر دانشگاه دزدیدند و آن را با نزدیک به دو هزار پاوند (۹۱۰ کیلوگرم) ANFO (نیترات آمونیوم و نفت سیاه) اندوختند. پاره‌هایی از پیکرهٔ این خودرو بر پشت بامِ یک ساختمان هشت طبقه، سه خیابان دورتر و همچنین بیست و شش ساختمان آسیب دیده در نزدیکی محل انفجار یافت شد اما خود مرکز پژوهشهای ریاضی ارتش خیلی کم آسیب دید. در نتیجهٔ این بمب‌گذاری، در مجموع دو میلیون و صد هزار دلار (دوازده میلیون و سیصد هزار دلارِ امروز) به دانشگاه ویسکانسین- مدیسون آسیب وارد شد.

## مرکز پژوهشهای ریاضی ارتش

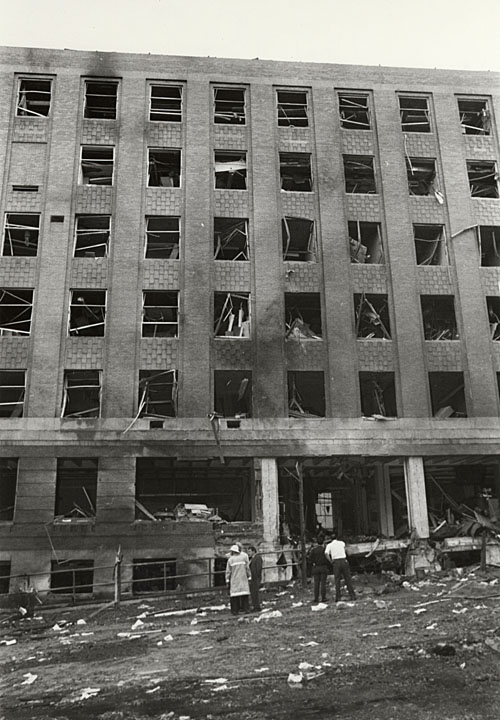
سرای استرلینگ پس از انفجار

در طول جنگ ویتنام، طبقه‌های دوم، سوم و چهارمِ بخش جنوب (شرقی-غربی) سرای استرلینگ پذیرای مرکز پژوهشهای ریاضی ارتش (AMRC) بود. این مرکز یک اندیشکده با هدایت بارکلی رُزِر بود.
کارکنانِ این مرکز در زمان بمب‌گذاری دربرگیرندهٔ چهل و پنج نفر ریاضیدان بود، که سی نفر از آنها تمام وقت بودند. رُزِر، بخاطر پژوهشهایش در ریاضیات محض، منطق و نظریهٔ اعداد شناخته شده بود. در طول جنگ جهانی دوم، رُزر مسئول برنامهٔ موشکهای بالستیک ایالات متحده بود و همچنین وی در پژوهش بر روی چندین موشک که توسط نیروهای مسلح ایالات متحده به کار می‌رفت نقش داشت.
هزینهٔ ساخت مرکزی برای مرکز پژوهشهای ریاضی ارتش توسط بنیادِ پژوهشی فارغ التحصیلان ویسکانسین در سال ۱۹۵۵ فراهم شده بود. با پول آنها یک بخش شش طبقهٔ اضافی برای سرای استرلینگ ساخته شد. در قراردادی که برای کار در این مرکز بسته می‌شد، الزام شده بود که ریاضیدانان حداقل نیمی از زمانشان را بر پژوهشهای ارتش آمریکا اختصاص دهند.
رُزر هرگونه نقش نظامی مرکز را به حداقل رساند و اینگونه وانمود کرد که این مرکز برای ریاضیات، هم ریاضیات محض و هم ریاضیات کاربردی، بنیان نهاده شده‌است. روزنامهٔ دانشجویی دانشگاه ویسکانسین، دیلی کاردینال، گزارشهای فصلی منتشر شده‌ای را که این مرکز به ارتش آمریکا ارسال می‌کرد به دست آورد. این نشریه یک مجموعه از مقاله‌های تحقیقی منتشر کرد که بیان می‌کرد این مرکز پژوهشهایی را انجام می‌داده‌است که مستقیم به درخواست وزارت دفاع آمریکا و در رابطه با فعالیت‌های ضد شورش در ویتنام بوده‌است. این مرکز پژوهشی به مرکز تظاهرات تبدیل شد که در آن تظاهرکنندگان شعار می‌دادند "آمریکا از ویتنام بیرون برو! ریاضیاتِ ارتش را درهم بشکنید!".
مرکز پژوهشهای ریاضی ارتش توسط وزارت دفاع آمریکا در پایان سال مالی ۱۹۷۰ بسته شد.

## بمب‌گذاران

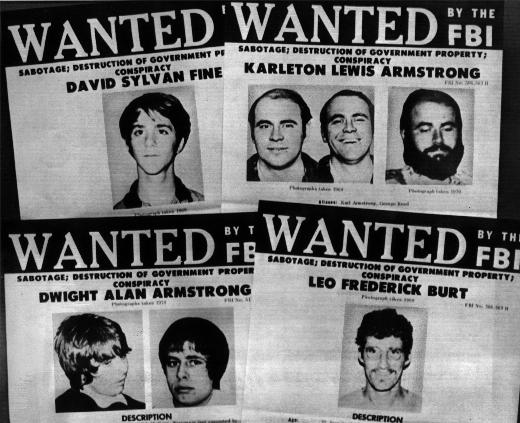
پوسترهای تحت تعقیب مدت کوتاهی پس از بمب‌گذاری توسط اف‌بی‌آی منتشر شدند

بمبگذاران کارلتون «کارل» آرمسترانگ، دوایت آرمسترانگ، دیوید فاین و لیو بِرت بودند. آنها خود را گروه سال نو می‌نامیدند که نامی بود انتخاب شد در عید سال نوی سال ۱۹۶۹. در حمله ای پیشین، دوایت و کارل، همراه با دوست دختر کارل، لین شوالتز (که خودرو را می‌راند) یک هواپیمای کوچک از فرودگاه شهر میدلتون دزدیدند. دوایت و کارل مواد منفجرهٔ دست‌ساز را بر روی کارخانهٔ تسلیحاتی بِجِر (گورکن) انداختند. آنها هواپیما را به صورت موفقیت‌آمیز در فرودگاهی دیگر فرود آوردند و فرار کردند. پیش از بمب‌گذاری سرای استرلینگ، کارل عملیات هایِ ضد جنگ بسیاری انجام داد از جمله آتش زدن یک مرکز ROTC (برنامه‌های نظامی در دانشگاه‌ها) در رِد جیم، و عملیات دیگری که سعی در آتش زدن مرکز جذب نیروی دولتی داشت ولی به صورت اشتباه به مرکزی دیگر برخورد کرد.